# Кексгольмская, Мария Константиновна
Мари́я Константи́новна Кексго́льмская (урождённая: рус. Айше, араб. عائشة‎, тур. Ayşe; в замужестве: Шлеммер, известная как «дочь Кексгольмского полка»; 1874/1875 — 20 августа 1920, Ялта) — 12 (24) января 1878 года во время Русско-турецкой войны была случайно найдена и подобрана русским солдатом рядом с умирающей матерью, и в дальнейшем удочерена Кексгольмским гренадерским полком. Во время Первой мировой войны работала сестрой милосердия.

## Удочерение

### На театре военных действий
Во время Русско-турецкой войны 1877―1878 годов после разгрома турецкой армии Сулейман-паши русские войска вели стремительное наступление на Константинополь. После ночного боя 5 (17) января 1878 года 1-й бригады 3-й гвардейской пехотной дивизии русской армии с турецкими войсками под селом Караагач и занятия первой в тот же день Филиппополя (ныне Пловдив), местное турецкое и отчасти болгарское население, увлекаемое отступающей турецкой армией, в панике бросилось бежать по Адрианопольскому тракту. В то же время трудноуправляемые турецким командованием отряды башибузуков и черкесов (турецких) принялись грабить, по ходу убивая болгарских и нередко турецких жителей. В общем хаосе конфликты на национальной почве происходили и между двумя последними. По обеим сторонам Адрианопольского тракта, по которому шла 1-я бригада генерал-майора Д. В. Краснова, среди разбитых обозов из телег лежало множество заваленных снегом и перемешанных между собой мёртвых тел беженцев и животных (как убитых, так и умерших от холода и голода). Также слышались плач и стоны умирающих, но частям был отдан строгий приказ в кратчайшие сроки выйти к Адрианополю (ныне ― Эдирне), чтобы не дать успеть противнику укрепиться в нём во избежание излишних потерь среди русских войск при его взятии. Офицеры систематически отдавали команду «Вперёд!». Солдаты бросали из строя гибнущим беженцам сухари из собственного сухого пайка.

### Приют
Вечером 12 (24) января, миновав выгоревшую уже деревню Курчешма, рядовой 11-й нестроевой роты Кексгольмского гренадерского полка Михаил Дмитриевич Саенко обратил внимание на сидевшую у потухшего костра с краю от дороги «полумёртвую» женщину с безумным взглядом (по другой версии, женщина, бывшая в богатом турецком наряде и с лицом, обезображенным сабельным ударом, была уже мертва). На руках у неё, прижавшись к груди, сидел ещё живой ребёнок. Рядовой Саенко выскочил из строя, принял из рук женщины ребёнка и, запахнув его полой шинели, вернулся в строй. Левая рука у ребёнка была поранена, и из неё сочилась кровь (предположительно рана была нанесена черкесами). Во время всего марша солдаты по очереди несли ребёнка на руках, передавая его из рук в руки. Данная «ноша», однако, не была им в обузу. Солдаты, шедшие до того после ожесточённых боёв и предстоящих будущих молча и «понуро», ободрились. Ребёнок был девочкой. Своё имя она назвала — Айше. От начала до конца колонны солдаты передавали: «Бог благословил нас дочкой!». Каждый желал пронести ребёнка на руках подольше и на него же было устремлено всё внимание солдат.

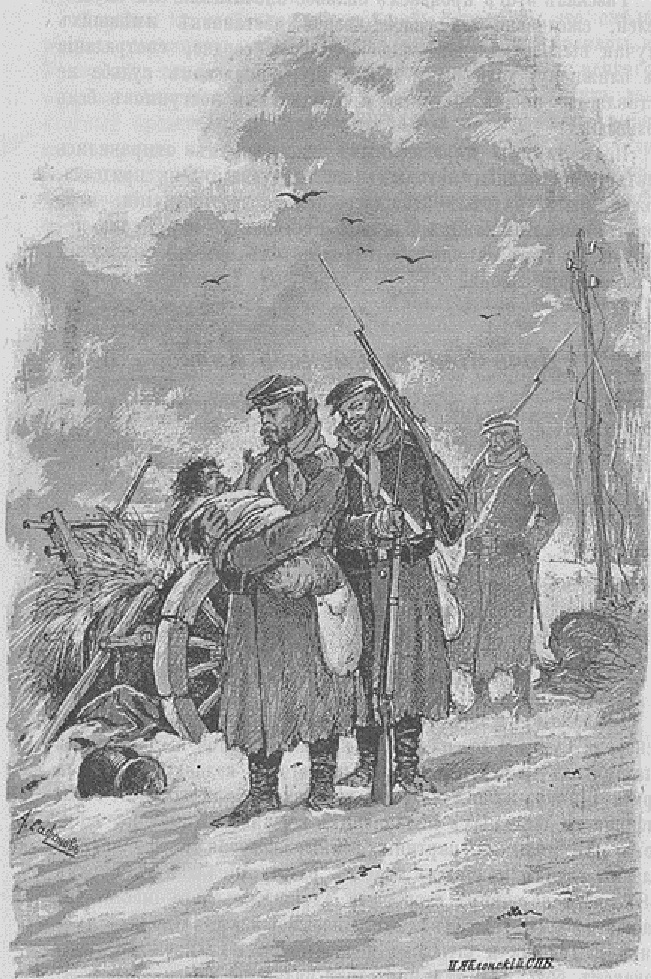
«Молодец поднял бедного ребёнка». Иллюстрация к журналу «Разведчик»

Существует и другая версия относительно находки ребёнка, согласно которой он был подобран во время бивака (привала) рядовым Михаилом Саенко. Саенко во время привала близ селения Кадыкёй, после получения порции каши, вдруг обнаружил, что у него пропала иконка Казанской Божией Матери, которую он всегда носил на груди. Саенко тут же бросился по обратному пути и нашёл её близ сгоревшей дер. Курчешмы. Уже возвращаясь в лагерь, он решил прикурить у потухающего костра и услышал детский плач. Среди группы уже окоченевших мёртвых тел он увидел умирающую женщину, которая что-то бессвязно, по его выражению, «лопотала» на непонятном языке. Михаил Саенко, исполненный чувством сострадания, не раздумывая принял из рук матери ребёнка и принёс его с собой на бивак.
Находясь на биваке, солдаты во главе с фельдфебелем Григорием Косаревым доложили о ребёнке командованию, поинтересовавшись при этом, как поступить с ним дальше. Изначально приняли решение передать девочку какой-нибудь из болгарских семей, чтобы те удочерили её. Однако за время пребывания ребёнка в полку, все (как нижние чины, так и офицеры) сильно к ней привязались. Полковой портной сшил ей из солдатской шинели платьице, а солдаты соорудили для неё из одной из аптечных двуколок (телег) походную колыбельку, отделав её изнутри войлоком, а сверху накрыв брезентом. На биваках, когда девочка «важно» бродила среди палаток или по офицерской столовой, каждый старался её позабавить или угостить чем было возможно вкусным.
После взятия Адрианополя Кексгольмский полк дошёл до мыса Бююк-Чекмедже (на побережье Мраморного моря, 25 вёрст от Константинополя). Там же на общем офицерском собрании было принято единогласное решение: «признать Айше дочерью полка, взять её с собой в Россию и принять на себя все заботы о её воспитании и благосостоянии ко времени совершеннолетия её». Девочке купили всё необходимое и, ввиду ходивших слухов о предстоящем штурме Константинополя, её сначала поместили в местный женский монастырь, а затем с первой же партией раненых отправили с провожатым в Варшаву (место постоянной дислокации полка), а в августе 1878 года туда вернулся и сам полк.
Русь, ты героями богата,

но воин твой хранит в крови

и доблесть дивную солдата,

и чувство правды и любви.

Почтит теперь весь мир обширный,

и не забудется века

среди боёв тот подвиг мирный

сынов Кексгольмского полка.

### Крещение
13 (25) мая 1879 года полковой священник отец Стефан Мещерский крестил Айше в православие. На обряде крещения присутствовали все офицеры полка. Купель, в которой крестили Айше, была осыпана сиренью. Наречена была именем Мария. Крёстным отцом был избран поручик Константин Николаевич Коновалов, а крёстной матерью ― Софья Алексеевна Панютина (жена командира полка генерал-майора В. Ф. Панютина).

## Имя. Отчество. Фамилия
- Имя ― Мария, было дано в честь императрицы Марии Александровны[11].
- Отчество ― Константиновна, по имени её восприемника поручика Константина Коновалова[11].
- Фамилия ― Кексгольмская, по именованию полка[12].

## Национальность
Национальная принадлежность Марии осталась неопределённой. Преобладает мнение, что она была турчанкой, поскольку Айше — распространённое турецкое женское имя арабского происхождения.
Впрочем, как отмечено в ряде изданий, и офицерам, и нижним чинам было безразлично, какой национальности был ребёнок.

## Дальнейшая биография

### Детство и юность

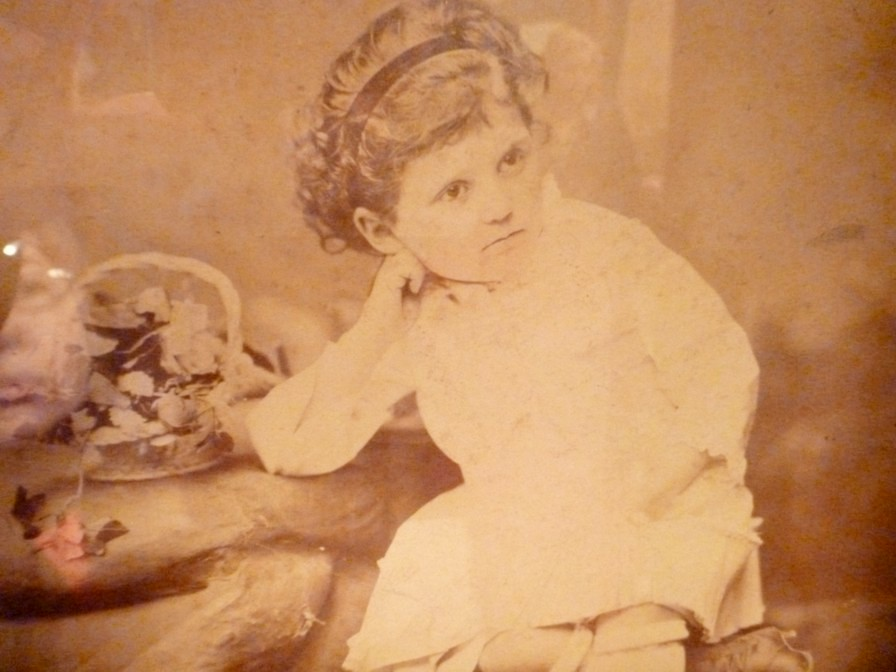
Дочь Кексгольмского полка

На офицерском собрании в отношении Марии был учреждён опекунский совет из офицеров полка: поручика К. Н. Коновалова (её крёстного отца), штабс-капитана Петерсона и капитанов П. И. Толкушкина и А. К. Райхенбаха под председательством последнего. Также был утверждён фонд на содержание «дочери полка», в который удерживался 1 % из ежемесячного жалования офицеров полка. Выделялись 10 % и из Высочайше пожалованных из казны наградных, призовых и других получений. Также в фонд шли по 10 копеек от выигрыша с каждой карточной игры. Накопленный капитал Мария должна была получить по достижении ею совершеннолетия. До поступления в учебное заведение она жила и воспитывалась в семье командира полка генерал-майора В. Ф. Панютина.
В августе 1879 года император Александр II был проездом в Варшаве, где посетил офицерское собрание в Кексгольмском полку. В гостиной собрания он обратил внимание на фотографию Марии Кексгольмской. Панютин рассказал, как она была найдена и удочерена полком, а также высказал желание офицеров полка просить Государыню императрицу, по достижении Марией соответствующего возраста, устроить «их дочь» в Варшавский Александро-Мариинский институт благородных девиц. Александр II ответил, что лично попросит об этом императрицу. Вскоре Мария Александровна дала позволение определить Марию Кексгольмскую в данный институт пенсионеркой своего имени, куда последняя поступила в 1883 году.
Во время учёбы Марии Кексгольмской командир полка Панютин внимательно следил за её успехами. По субботам на офицерском собрании вывешивались полученные Марией баллы, а каждое воскресенье к ней в институт приезжали опекуны, привозя ей конфеты и цветы. По отзыву преподавателей, Мария училась добросовестно, была скромна и послушна. Много свободного времени Мария уделяла всякому рукоделью, особенно шитью. По воспоминаниям её одноклассниц, в ответ «на приглашение к шалостям» они неоднократно слышали от Марии: «Вам всё равно, а за меня будет краснеть весь мой полк».
7 (19) июня 1890 года Мария Кексгольмская успешно окончила институт. Вступивший 11 (23) августа 1885 года в должность командира полка генерал-майор Я. А. Гребенщиков в присутствии опекунов от имени всех офицеров преподнёс Марии дорогой, украшенный бриллиантами, браслет. В том же году она переехала в Луцк к семье своей крёстной матери и бывшего командира Кексгольмского полка Панютина.
Осенью того же года на Волыни происходили Ровенские (или Волынские) манёвры, в которых принимал участие и Кексгольмский гренадерский полк. На них Мария Кексгольмская была замечена императрицей Марией Фёдоровной, которая пригласила «дочь полка» в царскую ставку. Оттуда последняя вместе с императором Александром III и императрицей смотрела заключительный церемониальный марш Кексгольмского полка на параде.
В 1890 и 1891 годах на святки и на масленицу Мария приезжала в Варшаву, чтобы посетить полк. Останавливалась она у своего крёстного отца полковника Коновалова. Приезды Марии в полк сопровождались балами, спектаклями, вечеринками в офицерских семьях и прочими общественными мероприятиями в честь приезда «дочери полка». Б. В. Адамович, служивший в то время в Кексгольмском полку и бывший её сверстником, вспоминал, что ветераны Русско-турецкой войны обращались к ней на «ты», называя её Машей. Молодые же офицеры обращались к ней на «Вы» и называли Марией Константиновной. Также Адамович вспоминал:

«…в нашей офицерской среде было какое-то отеческое чувство, которое исключало всякий намёк на ухаживание, претящее чувству и сознанию родства. Маша была для нас дочерью полка, то есть ― сестрой».
История о сложившейся судьбе дочери Кексгольмского полка, некогда лишившейся своих родителей и спасённой русскими солдатами, публиковалась в периодических изданиях того времени. Кроме отечественной прессы о ней писали и зарубежные печатные издания, такие как: британская «The Daily News»; американские (США) «The Salt Lake Herald» (Солт-Лейк-Сити), «The New York Times» (Нью-Йорк), «The World» (Нью-Йорк), «Daily Freeman» (Уокешо), «Logansport Pharos-Tribune» (Логанспорт), «Barbour County Index» (Мэдисин Лодж), «The Daily Democrat» (Хантингтон), «The Pittsburg Headlight» (Питтсбург); новозеландские «Oamaru Mail» (Оамару), «The Southland Times» (Инверкаргилл), «Otago Witness» (Данидин) и другие.
В 1893 году лейб-гвардии Гродненского гусарского полка ротмистр Ю. Л. Елец, известный своей литературной деятельностью, издал брошюру «Дочь Кексгольского полка», которая была поднесена императрице Марии Фёдоровне.

### Замужество
В Луцке Мария познакомилась с офицером 33-го драгунского Изюмского полка, дислоцированного там же, ― корнетом Александром Иосифовичем Шлеммером, а летом 1892 года корнет обратился к офицерам Кексгольмского гренадерского полка, испросив «руки их дочери».
4 (16) ноября того же года в церкви Александровской цитадели в Варшаве состоялось бракосочетание. Посаженым отцом Марии на свадьбе был командир Кексгольмского полка ― генерал-майор Д. М. Резвой. Посаженой матерью ― Н. С. Павлова (из семьи Панютиных).
На свадьбу собралась практически вся русская общественность в Варшаве во главе с командующим войсками Варшавского военного округа генерал-адъютантом И. В. Гурко. Было получено около 300 поздравительных телеграмм. От шефа полка австрийского императора Франца Иосифа I на свадьбу прибыл генерал-адъютант Клешн, который от имени своего императора передал поздравления с наилучшими пожеланиями и массивный золотой браслет в виде цепи с вензелем «F. I. I», усыпанный крупными бриллиантами. Ценный золотой браслет, украшенный бриллиантами и сапфирами, в качестве свадебного подарка Марии был прислан и из Санкт-Петербурга русской императрицей Марией Фёдоровной. От самого Кексгольмского полка Марии в подарок был поднесён серебряный сервиз с полковыми гербами. Нижние чины благословили её образом Петра и Павла. В приданое офицерами полка к тому времени были собраны 12 тыс. рублей.
Среди прочих на свадьбу был приглашён и Михаил Саенко, некогда спасший Марии жизнь и принёсший её в полк, однако по неким причинам Саенко не смог приехать, но прислал телеграмму следующего содержания:

«Покорнейше прошу передать моё сердечное поздравление новобрачным. Желаю им счастья и благополучия. Общество дорогого полка благодарю за приглашение и поздравляю с семейным, радостным праздником.— Запасный рядовой Кексгольмского полка Михаил Дмитриевич Саенко».
После свадьбы Мария уехала с мужем к нему в Орловскую деревню Дубно. Связь Марии с полком не терялась. Она периодически приезжала в полк. Вносила пожертвование на обустройство полковой церкви в Варшаве и в 1910 году на возведение памятника Петру I в честь 200-летнего юбилея полка. Также участвовала в складчинах при несчастных случаях с солдатами полка.
В 1896 году Мария пожертвовала 20 тыс. рублей на строительство церкви Святого Благоверного князя Александра Невского в Минске.
Известно, что к 1914 году Мария проживала в Москве.

### Первая мировая война
С началом Первой мировой войны и выступлением в августе 1914 года в поход Кексгольмского полка, Мария тут же, сделав крупное пожертвование в фонд русских госпиталей, отправилась из Москвы в Могилёв, где поступила сестрой милосердия в учреждённый 3-й гвардейской пехотной дивизией лазарет им. Великого князя Николая Николаевича. Штат из сестёр милосердия в нём, соответственно, составляли жёны, матери и сёстры офицеров той дивизии, в которую входил и Кексгольмский полк. Марию особенно интересовали любые сведения о кексгольмцах. Бывший на тот момент командиром Кексгольмского полка генерал-майор Б. В. Адамович вспоминал, как возвращавшиеся в полк после лечения солдаты и офицеры рассказывали о её искренних заботах о раненых. Во время их лечения Мария заразилась туберкулёзом.

### Революция и Гражданская война
Ко времени Октябрьской революции Мария с лазаретом дивизии находилась во Владикавказе. В то время у неё уже начался туберкулёзный процесс, и она была отправлена в туберкулёзный санаторий для сестёр милосердия в Сочи. Бывший на тот момент уже генерал-лейтенантом Адамович вспоминал, что случайно повстречался там с Марией в ноябре 1919 года. К тому времени у неё уже погиб на фронте старший сын Павел, воевавший в рядах Добровольческой армии. В январе следующего 1920 года Адамович вновь встретил Марию на палубе парохода, шедшего из Туапсе в Новороссийск. Она ехала тогда к мужу. Адамович писал, что он несколько дней прожил у Шлеммеров, и вышло, что расстался с ними «навсегда».
Ввиду обострения у Марии туберкулёза, в марте 1920 года её отправили пароходом в санаторий близ Ялты. Там же на излечении от тифа находился и её муж. Сопровождавшая тогда Марию сестра милосердия Т. А. Варнек вспоминала, что «ей оставалось недолго жить».

### Смерть
Мария Шлеммер умерла от туберкулёза 20 августа 1920 года в Ялте. Была похоронена там же на городском Новом кладбище.

## Семья

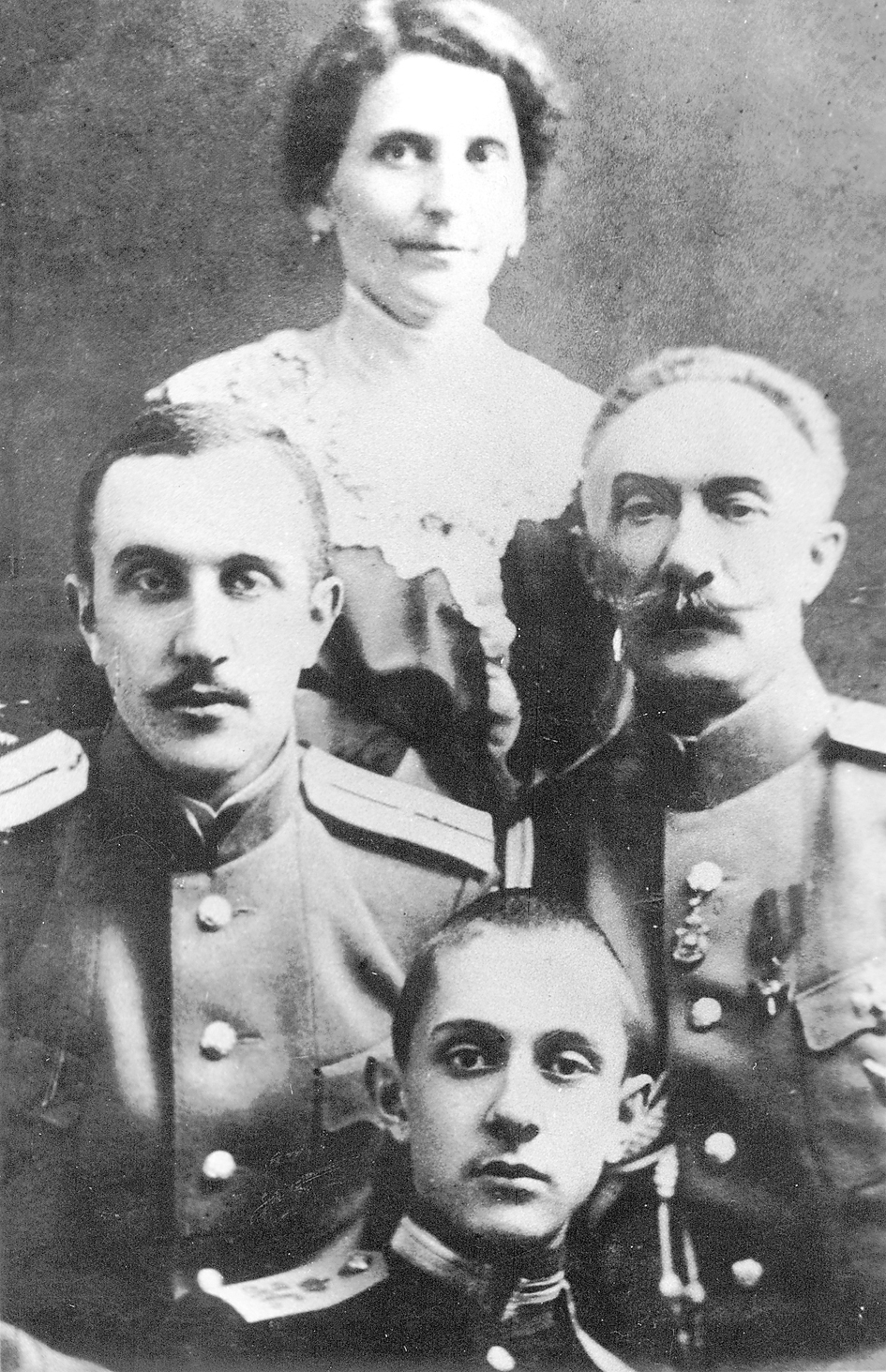
Семья Шлеммеров. Супруги Мария Константиновна с Александром Иосифовичем и сыновья Павел и Георгий

муж — Александр Иосифович Шлеммер (1866—1920) — на момент женитьбы — корнет 33-го драгунского Изюмского полка. По состоянию на 1916 год — ротмистр, заведующий командой Варшавской конно-полицейской стражи. Во время Гражданской войны в ВСЮР, а затем русской армии Врангеля. Осенью 1920 года в Севастополе расстрелян большевиками.
дети:
- Павел — офицер лейб-гвардии Кексгольмского полка, во время Гражданской войны в Добровольческой армии. Погиб в июне 1918 года (по другим данным — 6 июня 1917 года в Тамбове)[34].
- Георгий — офицер лейб-гвардии Кексгольмского полка, во время Гражданской войны был в Добровольческой армии, затем в ВСЮР, состоял в батальоне своего полка до Крымской эвакуации. В эмиграции в Германии (к 1955 году под Мюнхеном)[34]. Умер в 1974 году (потомства не оставил)[35].

## Память
- В 2001 году в Приозерске (до 1948 года — Кексгольм) Ленинградской области при поддержке администрации Приозерского района главой муниципального образования было издано постановление «О присуждении ежегодной муниципальной стипендии им. Марии Константиновны Кексгольмской». Премия вручается ежегодно самой достойной выпускнице какого-либо учебного заведения до сих пор[36].

## Комментарии
1. ↑  После замужества на её визитных карточках значилось: «Мария Константиновна Шлеммер. Дочь Л.-Гв. Кексгольмского полка»[1].
2. ↑  Бывший командир Кексгольмского гренадерского полка генерал-майор В. Ф. Панютин 6 (20) июня 1890 года был назначен начальником 11-й пехотной дивизии, дислоцированной в Луцке.
3. ↑  9 (21) апреля 1890 года К. Н. Коновалов был произведён в чин полковника. Продолжал служить в Кексгольмском полку на должности командира 3-го батальона.